# Erik Mendes
Erik Mendes Gonçalves (Piracicaba, Brasil, 21 de febrero de 1994) juega como delantero en el Unión Comercio de la Primera División de Perú.

## Trayectoria
Debutó profesionalmente en el Campeonato Paulista A1 de 2013 jugando por el Guarani de Campinas, donde fue compañero de equipo de Juan Cominges. Después jugó por el Palmeiras el Campeonato Brasileiro de 2014.
Al año siguiente, jugó por el Tombense el Campeonato Mineiro de 2015 (1er semestre) y en la 2ª División de Portugal, por el Santa Clara, club por el cual disputó 7 partidos. En 2016, disputó la serie A2 del Campeonato Paulista defendiendo al Mirassol y la Copa Paulista 2016 por el Red Bull Brasil. Su actual equipo es el club Unión Comercio de Nueva Cajamarca, por el cual jugará el Campeonato Descentralizado 2017 de la Primera División Peruana.